# Adam Wolnikowski
Adam Wolnikowski (ur. 20 lipca 1915 w Pniewitem, zm. 1 sierpnia 1990 w Grudziądzu) – grudziądzki urzędnik, historyk, bibliofil.
Absolwent Akademii Handlowej w Poznaniu. Wieloletni urzędnik Miejskiej Rady Narodowej, działacz PTTK, Polskiego Towarzystwa Historycznego (członek komitetu redakcyjnego "Rocznika Grudziądzkiego"), Grudziądzkiego Towarzystwa Kultury - Koła Miłośników Dziejów Grudziądza. Kolekcjonował publikacje i pamiątki związane z Grudziądzem. Wydał drukiem Inwentarz starostwa grudziądzkiego z roku 1939 (Grudziądz 1963), był też wydawcą przewodników turystycznych po mieście. Jego księgozbiór stał się podstawą Pracowni Regionalnej (obecnie noszącej jego imię) w Bibliotece Miejskiej.
Spoczywa na cmentarzu przy ul. Cmentarnej.